# Crocidura viaria
Crocidura viaria (білозубка саванова) — дрібний ссавець, вид роду білозубка (Crocidura) родини мідицеві (Soricidae) ряду мідицеподібні (Soriciformes).

## Поширення
Країни проживання: Буркіна-Фасо, Камерун, Центральноафриканська Республіка, Чад, Кот-д'Івуар, Ефіопія, Гамбія, Гана, Гвінея, Гвінея-Бісау, Кенія, Малі, Мавританія, Марокко, Нігер, Нігерія, Сенегал, Судан, Танзанія, Західна Сахара. Місця проживання: субтропічні або тропічні вологі низинні ліси, сухі савани і сильно деградовані колишні ліси.